# Jyväskylä Jaguars 2024
Questa voce raccoglie le informazioni riguardanti gli Jyväskylä Jaguars nelle competizioni ufficiali della stagione 2024.

## Maschile

### II-divisioona 2024

#### Stagione regolare
| Jyväskylä 2 giugno 2024, ore 12:00 1ª giornata | Jyväskylä Jaguars | 48 – 27 referto | Flying Fishcocks | Viitaniemen kenttä |

| Rovaniemi 8 giugno 2024, ore 15:00 2ª giornata | Rovaniemi Nordmen | 8 – 34 (0-0 0-14 8-3 0-17) referto | Jyväskylä Jaguars | Susivouti |

| Pori 16 giugno 2024, ore 16:00 3ª giornata | Pori Bears | 6 – 28 (0-0 0-7 6-14 0-7) referto | Jyväskylä Jaguars | Porin urheilukeskus |

| Mikkeli 29 giugno 2024, ore 13:00 4ª giornata | Mikkeli Bouncers | 10 – 22 (7-7 3-9 0-6 0-0) referto | Jyväskylä Jaguars | Urpolan tekonurmi |

| Jyväskylä 7 luglio 2024, ore 13:00 5ª giornata | Jyväskylä Jaguars | 20 – 14 (0-0 0-6 13-0 7-8) referto | Kokkola Scorpions | Viitaniemen kenttä |

| Kiuruvesi 20 luglio 2024, ore 13:00 7ª giornata | Flying Fishcocks | 13 – 50 (0-7 7-30 6-6 0-7) referto | Jyväskylä Jaguars | Kiuruveden urheilukenttä |

| Jyväskylä 28 luglio 2024, ore 16:00 8ª giornata | Jyväskylä Jaguars | 35 – 0 (0-0 21-0 7-0 7-0) referto | Rovaniemi Nordmen | Viitaniemen kenttä |

| Jyväskylä 3 agosto 2024, ore 16:00 9ª giornata | Jyväskylä Jaguars | 42 – 13 (14-0 21-0 0-7 7-6) referto | Pori Bears | Viitaniemen kenttä |

#### Playoff
| Jyväskylä 24 agosto 2024, ore 13:00 Semifinale | Jyväskylä Jaguars | 24 – 17 (d.t.s.) (3-0 7-14 0-3 7-0 7-0) referto | Kuusankoski Cowboys | Viitaniemen kenttä |

| Jyväskylä 1º settembre 2024, ore 16:00 Rautamalja | Jyväskylä Jaguars | 0 – 27 (0-0 0-3 0-10 0-14) referto | Sipoo Bulldogs | Vaajakosken liikuntapuisto |

### Statistiche di squadra
| Competizione      | %Vittorie | In casa | In casa | In casa | In casa | In casa | In casa | In trasferta | In trasferta | In trasferta | In trasferta | In trasferta | In trasferta | Totale | Totale | Totale | Totale | Totale | Totale |
| Competizione      | %Vittorie | G       | V       | N       | P       | Pf      | Ps      | G            | V            | N            | P            | Pf           | Ps           | G      | V      | N      | P      | Pf     | Ps     |
| ----------------- | --------- | ------- | ------- | ------- | ------- | ------- | ------- | ------------ | ------------ | ------------ | ------------ | ------------ | ------------ | ------ | ------ | ------ | ------ | ------ | ------ |
| Stagione regolare | 1.000     | 4       | 4       | 0       | 0       | 145     | 54      | 4            | 4            | 0            | 0            | 134          | 37           | 8      | 8      | 0      | 0      | 279    | 91     |
| Playoff           | .500      | 2       | 1       | 0       | 1       | 24      | 44      | 0            | 0            | 0            | 0            | 0            | 0            | 2      | 1      | 0      | 1      | 24     | 44     |
| Totale            | .900      | 6       | 5       | 0       | 1       | 169     | 98      | 4            | 4            | 0            | 0            | 134          | 37           | 10     | 9      | 0      | 1      | 303    | 135    |

## Femminile

### Naisten I-divisioona 2024

#### Stagione regolare
| Helsinki 4 maggio 2024, ore 17:00 1ª giornata | Helsinki Roosters | 20 – 0 (0-0 6-0 8-0 6-0) referto | Jyväskylä Jaguars | Velodromo di Helsinki |

| Jyväskylä 11 maggio 2024, ore 12:30 2ª giornata | Jyväskylä Jaguars | 8 – 0 (0-0 8-0 0-0 0-0) referto | Seinäjoki Crocodiles | Viitaniemen kenttä |

| Kuopio 1º giugno 2024, ore 15:00 3ª giornata | Kuopio Steelers | 27 – 0 (0-0 14-0 6-0 7-0) referto | Jyväskylä Jaguars | Väinölänniemen stadion |

| Jyväskylä 16 giugno 2024, ore 18:00 5ª giornata | Jyväskylä Jaguars | 6 – 14 (6-0 0-0 0-8 0-6) referto | Helsinki Wolverines Blue | Palokan urheilukeskus |

| 30 giugno 2024, ore 14:00 6ª giornata | Jyväskylä Jaguars | 35 – 12 (6-6 6-0 16-6 7-0) referto | Helsinki Roosters |  |

| Seinäjoki 6 luglio 2024, ore 16:00 7ª giornata | Seinäjoki Crocodiles | 30 – 24 (8-6 6-6 8-0 8-12) referto | Jyväskylä Jaguars | Wirokit Stadion |

| Jyväskylä 14 luglio 2024, ore 14:00 8ª giornata | Jyväskylä Jaguars | 0 – 21 (0-2 0-6 0-6 0-7) referto | Kuopio Steelers | Viitaniemen kenttä |

| 28 luglio 2024, ore 13:00 10ª giornata | Helsinki Wolverines Blue | - – - (annullata) referto | Jyväskylä Jaguars |  |

#### Playoff
| Seinäjoki 4 agosto 2024, ore 14:00 Semifinale | Seinäjoki Crocodiles | 24 – 6 (6-0 6-0 6-0 6-6) referto | Jyväskylä Jaguars | Wirokit Stadion |

### Statistiche di squadra
| Competizione      | %Vittorie | In casa | In casa | In casa | In casa | In casa | In casa | In trasferta | In trasferta | In trasferta | In trasferta | In trasferta | In trasferta | Totale | Totale | Totale | Totale | Totale | Totale |
| Competizione      | %Vittorie | G       | V       | N       | P       | Pf      | Ps      | G            | V            | N            | P            | Pf           | Ps           | G      | V      | N      | P      | Pf     | Ps     |
| ----------------- | --------- | ------- | ------- | ------- | ------- | ------- | ------- | ------------ | ------------ | ------------ | ------------ | ------------ | ------------ | ------ | ------ | ------ | ------ | ------ | ------ |
| Stagione regolare | .286      | 4       | 2       | 0       | 2       | 49      | 47      | 3            | 0            | 0            | 3            | 24           | 77           | 7      | 2      | 0      | 5      | 73     | 124    |
| Playoff           | .000      | 0       | 0       | 0       | 0       | 0       | 0       | 1            | 0            | 0            | 1            | 6            | 24           | 1      | 0      | 0      | 1      | 6      | 24     |
| Totale            | .250      | 4       | 2       | 0       | 2       | 49      | 47      | 4            | 0            | 0            | 4            | 30           | 101          | 8      | 2      | 0      | 6      | 79     | 148    |